# Joodse begraafplaats (Woerden)
De Joodse begraafplaats van Woerden is gelegen in het Westdampark, vlak bij de Singel. Er bevinden zich 55 graven. Een andere bron stelt 37 graven. Gezien de staande grafstenen zijn het vooral Asjkenazische Joden. De enkele liggende zerken zijn van Sefardiem.
De begraafplaats is in 1856 aangelegd. De joodse gemeenschap in Woerden had eerder een aanvraag gedaan om buiten de muren van de stad Woerden een begraafplaats te mogen inrichten, maar zij konden op dat moment niet voldoen aan de eis om een stenen muur rond de begraafplaats aan te leggen. In 1856 kreeg de Nederlands-Israëlitische gemeente van Woerden van de gemeente een stukje grond bij de Singel om daar een begraafplaats te vestigen.

## Gevangenis
Er was toen een Joodse gevangenis in Woerden. Alle Nederlandse gedetineerden die zich aan de joodse spijswetten wilden houden, werden in deze speciale gevangenis ondergebracht, zodat er slechts in één Nederlandse gevangenis een koosjere keuken hoefde te worden ingericht. De joden die in de gevangenis stierven werden begraven op een joodse begraafplaats. Oorspronkelijk werden deze begraven in Gouda, later op de begraafplaats in Woerden.

## Uitbreiding en muur
In 1880 werd de begraafplaats uitgebreid.
Tot 1925 was er rond de begraafplaats een begrenzing van bomen en struikgewas. In dat jaar werd er een muur met poortgebouw aangelegd. De dodenakker raakte tezelfdertijd in onbruik; de jongste grafsteen dateert uit 1927.

## Onderhoud en restauratie
Woerdenaren van de PKN werkgroep 'Kerk en Israël' en de gemeentelijke overheid verzorgen het onderhoud van de begraafplaats. In de periode 2011-2013 is hij grondig gerenoveerd. Het poortgebouw wordt sinds 2013 door de gemeente gebruikt om onderhoudsmaterialen op te bergen voor het Westdampark.
Boven de ingang van het poortgebouw staat een tekst in Hebreeuws schrift. De woorden uit Jesaja 26:19a hebben betrekking op hoop op de toekomst. Vertaald luiden ze: Herleven zullen uw doden - ook mijn lijk - opstaan zullen zij. Ontwaakt en jubelt, gij die woont in het stof. De begraafplaats is alleen te bezoeken op afspraak of op Open Monumentendag.

## Fotogalerij

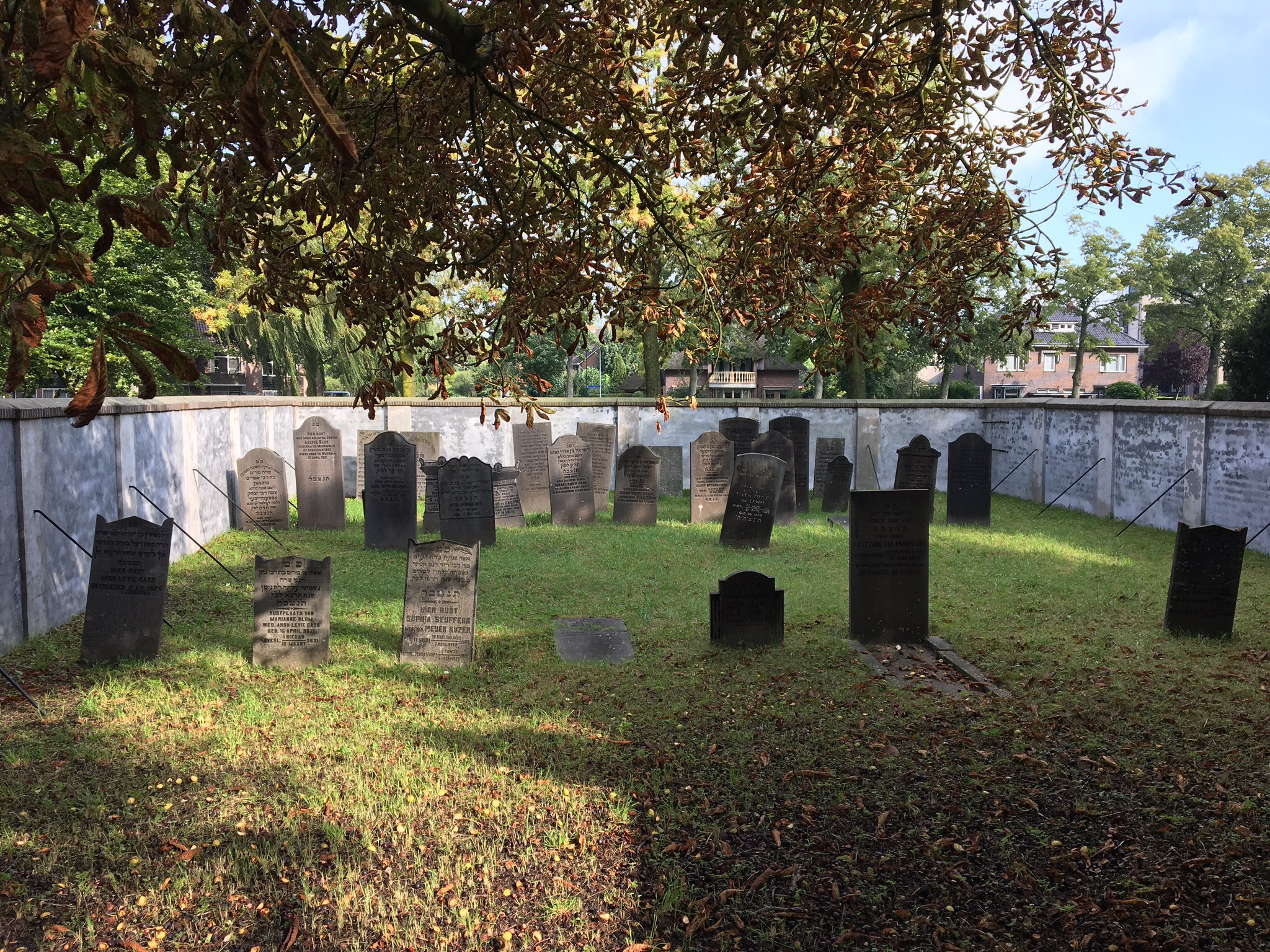
Grafstenen op de begraafplaats.
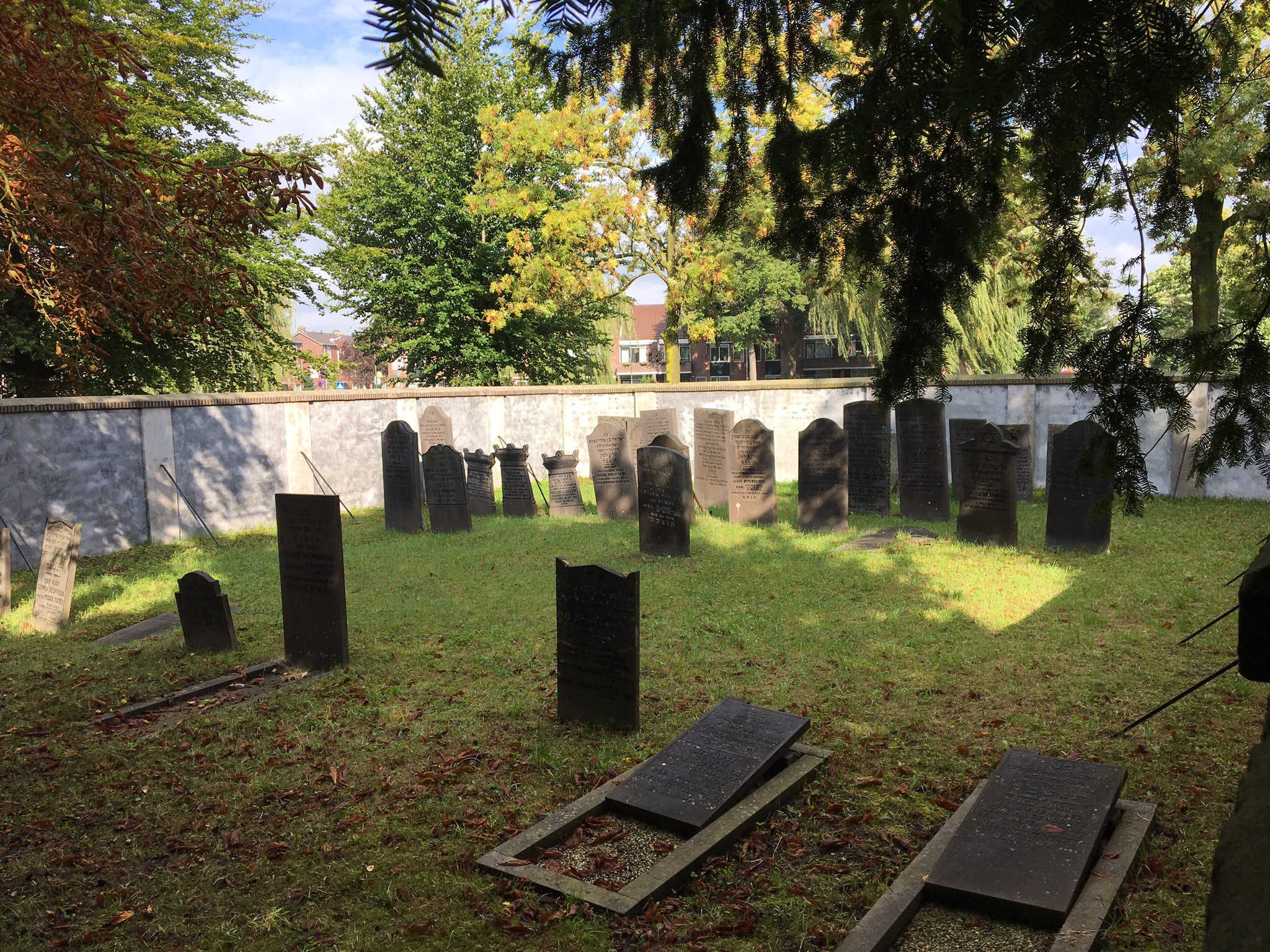
De begraafplaats in september 2017.
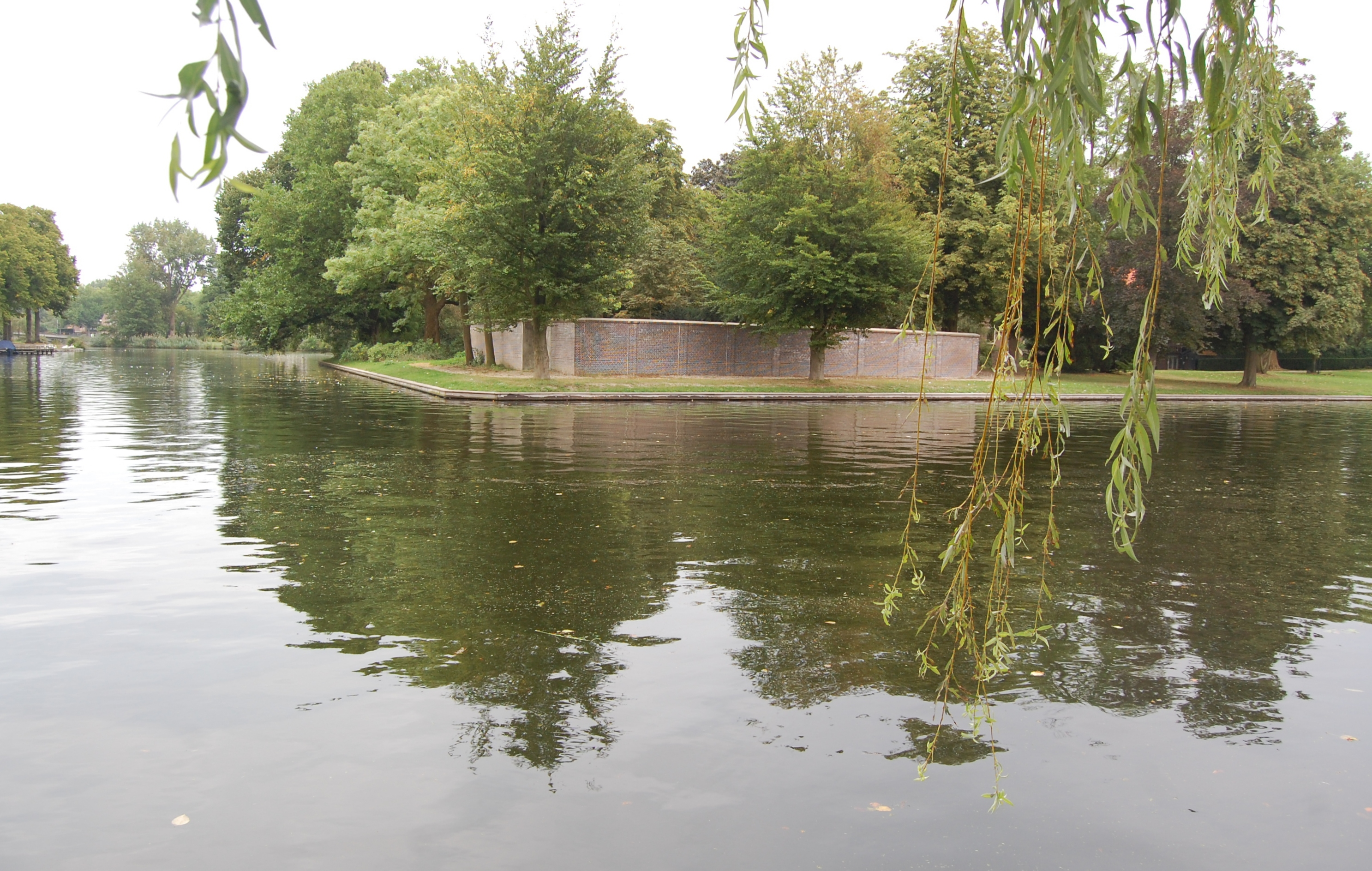
Begraafplaatsmuur aan de Singelzijde